# 硬核 (音乐)
硬核（英语：Hardcore），又称硬核铁克诺/泰克诺或硬核科技舞曲（英语：Hardcore techno），简称硬核， 是一种電子舞曲。硬核最初起源于20世纪90年代的布鲁塞尔、荷兰和德国。硬核通常具有速度较快（160-200 bpm），鼓声、低音部分强，旋律及歌曲主題與暴力有關，接近失真音乐、电子身体音乐的探索方式等特点。硬核日後演变出gabber。

## 历史

### 1980年代

早期常见的硬核字标

1980年代中期，受比利时Front 242、电子身体音乐和工业音乐新浪潮的影响，硬核诞生。硬核有極簡主義节拍有力、有气势汹汹的浊音和中断、有朋克搖滾类似的艺术美感，与迪斯科、放克和浩室音樂不同。此时电子身体音乐与New Beat结合，产生酸浩室，其特点是声音较硬。1980年代末，硬核与new beat在比利时传播并发行乐曲。New beat于1988年传播至西德的法兰克福。
硬核朋克最初指激进朋克摇滚音乐。硬核朋克乐队让音乐更硬，并重视对音乐的态度和表现形式。他们认为街上音乐应该像街道一样：暴力、地下，但引人入胜、真诚。1980年代后期嘻哈音樂出现时，硬核朋克指较硬的嘻哈音乐。这种音乐与硬核类似：更硬的声音，引人入胜的歌词，尊重说唱歌手（如KRS-One和全民公敵組合）的态度。1980年代末期，一些乐队开始使用“硬核铁克诺”（hardcore techno）这个词，但与硬核毫无关联。硬核一词最早出现在Sucking Energy (Hard Core Mix)。这首歌创作于1985年，但是属于电子身体音乐（EDM）。

### 1990年代
1990年，德国音樂製作人马克·特劳纳称他已经制作出了世上第一支硬核铁克诺乐曲“We Have Arrived”。英國的Together乐队也于1990年发行乐曲“Hardcore Uproar”。Music journalism与西蒙·雷诺兹（Simon Reynolds）出版了关于硬核铁克诺的书。这本书介绍了一些硬核乐队。
1990年代早期，英国开始流行原始的碎拍音乐和鼓打貝斯。词语“硬核”和“暗核”也指这些音乐。随后一些人改进了硬核。他们把嘻哈音乐、碎拍、钢琴碎（piano breaks）、低频低音、dub音乐、碎拍硬核等音乐融合，随后演变出快乐硬核和早期丛林舞曲。
1993年前后，硬核一词才正式出现，并有了明确的定义。

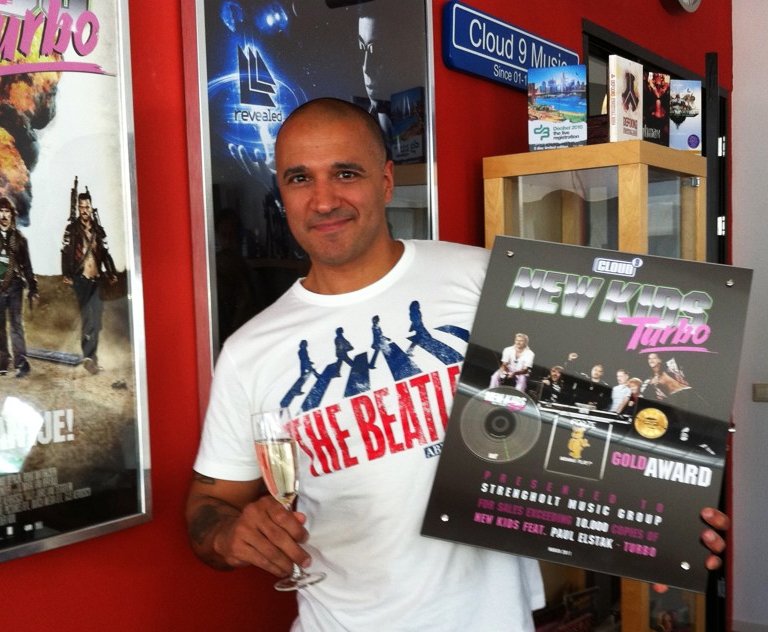
保罗·埃尔斯塔克，鹿特丹唱片公司的创立者。

1990年，德国作曲家马克·特劳纳于美因河畔法兰克福发布歌曲“We Have Arrived”，标志硬核正式诞生。特劳纳于1989年建立Planet Core Productions公司，该公司共发行超过超过500首乐曲。截止至1996年，其中300首乐曲由他所作。另一个推动硬核发展的重要人物是Miroslav Pajic，简称Miro。他的乐队PCP制作的硬核音乐有缓慢、沉重、黑暗等特点。这种音乐后来演变为暗核和厄核（doomcore）。1991年在美国纽约，铁克诺先驱Lenny Dee联合纽约大部分音乐家，共同创办工业力量唱片公司（Industrial Strength Records）。此公司把纽约变成硬核音乐中心之一。许多美国和外国作曲家加入了这个公司。在荷兰鹿特丹，DJ Paul Elstak与Rob Fabrie共同发展快樂硬核。快乐硬核是一种新音乐，速度比gabber快，低音部分更加饱满。
1992年，保罗·埃尔斯塔克（Paul Elstak）创立鹿特丹唱片公司。鹿特丹唱片公司是荷兰第一家生产硬核音乐的公司。同年，乌得勒支的The Final Exam銳舞乐队创办ID&T企业。1993年，Thunderdome音乐节建立，其后通过发行CD合辑和举办活动等方式，在欧洲发展硬核。Gabber音乐也在年轻人中大受欢迎。同年，四张硬核合辑发行，并获得成功。许多艺术家发行快乐硬核和gabber音乐合辑，并因此成名。同年，Freddy B创办莫库姆唱片公司，并与许多速核先驱合作，大获成功。
在英格兰，Spiral Tribe及其成员硬化酸碎拍，并创造出酸核和硬派铁克诺。1994年，他们创立Network 23唱片公司，为自由派对音乐发展作准备。在法国，也出现了如Laurent Hô等硬核先驱。
1990年代晚期，随着gabber热度的下降，硬核逐渐转变，为mákina和硬派音樂等受硬核影响的音乐留下一席之地。

### 2000年代
受硬派音乐和工业硬核的影响， DJ Promo及其公司The Third Movement的发展，使主流硬核在2000年代诞生。主流硬核有更现代、更自然、更慢、更复杂的风格。主流硬核在欧洲，尤其是在荷兰和意大利大受欢迎，并新产生了许多乐队。同时，快樂硬核演变出歐陸節拍、英核、自由硬核和迷幻出神等新的音乐类型。
2000年代涌现了大量硬核作曲家，并有大量唱片公司成立。同时，暗核流行，出现了一批新的作曲家。一些唱片公司也开始发行暗核音乐。同时自由派对音乐在欧洲流行，推动自由铁克诺（freetechno）的发展。
2001年时，德国乐队Scooter发行硬核歌曲Nessaja和Ramp!。受德国的影响，挪威DJ组合Thomas S. Nilsen Fiction和Steffen Ojala Søderholm开始发展Nightcore。夜核作曲家在2003年中期开始出现在LimeWire上，2006年开始出现在YouTube上。

### 2010年代
2010年代起，在Angerfist等艺术家的带动下，硬核迅速发展，其唱片公司和作曲家遍及全球。硬核在北美最大的音乐会，电子音乐嘉年华（Electric Daisy Carnival）占有一席之地。2011年，Angerfist在世界DJ选手100强上排名第39。
2010年代中期，流行音乐发生了变化。硬核从主流硬核，逐渐转变成速度较快的法核和恐核，速度从160 bpm提升到200 bpm及以上。虽然法核和恐核早已出现，但是在2015年左右，由于一些艺术家和大型活动，它们才受听众青睐。硬核市场因硬核速度的提升而广阔。流行音乐也受硬核影响，向更快、更响、更欢快的方向发展。硬核也吸引其他作曲家创作硬核乐曲。
2010年代末，硬核在欧洲流行。荷兰参加硬核音乐节的人大幅上升。2019年的Thunderdome音乐节有接近四万人参加，是有史以来最大型的硬核音樂活動。硬核音乐节也在荷兰以外的欧洲国家定期举行。在艺术家的宣传下，硬核在美国各大城市逐渐普及，但真正知晓硬核的人数并不多。

## 硬派舞蹈
硬派舞蹈（英语：Hard dance） 属于电子舞蹈音乐流派。硬派舞蹈速度快，但通常比硬核音乐慢一些；鼓声有力，但声音不太刺耳。硬派舞蹈囊括了硬浩室（hard house）、hard trance、硬派音樂以及一些区域的歐陸舞曲。有时硬派舞蹈也包括硬核舞曲的一些类型（法核、快樂硬核）。硬派舞蹈也会和硬核铁克诺音乐混谈。

## 硬核盛典
- Defqon.1 Festival（英语：Defqon.1 Festival）
- Masters of Hardcore（英语：Masters of Hardcore）
- Sensation（英语：Sensation (event)）
- Thunderdome音乐节（英语：Thunderdome (music festival)）
- Dominator Festival（荷兰语：Dominator (festival)）